# São Nicolau (Santarém)
São Nicolau é uma antiga freguesia portuguesa do Município de Santarém, com 14,84 km² de área e 9 627 habitantes (2011). A sua densidade populacional era 648,7 hab/km².

Foi extinta e agregada às freguesias de Santa Iria da Ribeira de Santarém, São Salvador e Marvila, criando a União das freguesias de Marvila, Santa Iria da Ribeira de Santarém, São Salvador e São Nicolau. 
A freguesia é muito antiga, já existindo nos finais do século XII. Dentro dos seus limites, situava-se o Hospital Real de Jesus Cristo, no sítio onde se encontra actualmente o Teatro Sá da Bandeira.

## População
| População da freguesia de Santarém (São Nicolau) | População da freguesia de Santarém (São Nicolau) | População da freguesia de Santarém (São Nicolau) | População da freguesia de Santarém (São Nicolau) | População da freguesia de Santarém (São Nicolau) | População da freguesia de Santarém (São Nicolau) | População da freguesia de Santarém (São Nicolau) | População da freguesia de Santarém (São Nicolau) | População da freguesia de Santarém (São Nicolau) | População da freguesia de Santarém (São Nicolau) | População da freguesia de Santarém (São Nicolau) | População da freguesia de Santarém (São Nicolau) | População da freguesia de Santarém (São Nicolau) | População da freguesia de Santarém (São Nicolau) | População da freguesia de Santarém (São Nicolau) |
| ------------------------------------------------ | ------------------------------------------------ | ------------------------------------------------ | ------------------------------------------------ | ------------------------------------------------ | ------------------------------------------------ | ------------------------------------------------ | ------------------------------------------------ | ------------------------------------------------ | ------------------------------------------------ | ------------------------------------------------ | ------------------------------------------------ | ------------------------------------------------ | ------------------------------------------------ | ------------------------------------------------ |
| 1864                                             | 1878                                             | 1890                                             | 1900                                             | 1911                                             | 1920                                             | 1930                                             | 1940                                             | 1950                                             | 1960                                             | 1970                                             | 1981                                             | 1991                                             | 2001                                             | 2011                                             |
| 1 663                                            | 1 788                                            | 1 764                                            | 1 966                                            | 2 264                                            | 1 868                                            | 3 196                                            | 3 805                                            | 5 121                                            | 5 925                                            | 5 812                                            | 6 615                                            | 7 189                                            | 9 036                                            | 9 627                                            |

| Distribuição da População por Grupos Etários | Distribuição da População por Grupos Etários | Distribuição da População por Grupos Etários | Distribuição da População por Grupos Etários | Distribuição da População por Grupos Etários | Distribuição da População por Grupos Etários | Distribuição da População por Grupos Etários | Distribuição da População por Grupos Etários | Distribuição da População por Grupos Etários | Distribuição da População por Grupos Etários |
| -------------------------------------------- | -------------------------------------------- | -------------------------------------------- | -------------------------------------------- | -------------------------------------------- | -------------------------------------------- | -------------------------------------------- | -------------------------------------------- | -------------------------------------------- | -------------------------------------------- |
| Ano                                          | 0-14 Anos                                    | 15-24 Anos                                   | 25-64 Anos                                   | > 65 Anos                                    |                                              | 0-14 Anos                                    | 15-24 Anos                                   | 25-64 Anos                                   | > 65 Anos                                    |
| 2001                                         | 1507                                         | 1228                                         | 4915                                         | 1386                                         |                                              | 16,7%                                        | 13,6%                                        | 54,4%                                        | 15,3%                                        |
| 2011                                         | 1 620                                        | 1033                                         | 5431                                         | 1543                                         |                                              | 16,8%                                        | 10,7%                                        | 56,4%                                        | 16,0%                                        |

Média do País no censo de 2001:  0/14 Anos-16,0%; 15/24 Anos-14,3%; 25/64 Anos-53,4%; 65 e mais Anos-16,4%
Média do País no censo de 2011:   0/14 Anos-14,9%; 15/24 Anos-10,9%; 25/64 Anos-55,2%; 65 e mais Anos-19,0%

## Património
- Túmulo de João Afonso
- Edifício e Igreja da Misericórdia de Santarém
- Igreja de São Nicolau (Oratório na fachada testeira) e túmulo de Fernão Rodrigues Redondo e de Marinha Afonso na Capela de São Pedro anexa.
- Convento das Donas
- Penitenciária Distrital de Santarém ou Presídio Militar de Santarém
- Varanda renascença de uma casa na Rua de João Afonso